# Mormia panisca
Mormia panisca är en tvåvingeart som beskrevs av Quate 1967. Mormia panisca ingår i släktet Mormia och familjen fjärilsmyggor. Inga underarter finns listade i Catalogue of Life.